# Alfons V de Portugal
Alfons V de Portugal, dit l'Africà (Sintra, 1432-1481), fou rei de Portugal (1438-1481).

## Orígens familiars
Fill segon del rei Eduard I de Portugal i la seva esposa Elionor d'Aragó, nasqué el 15 de gener de 1432. Era net per línia materna del comte-rei Ferran I d'Aragó.

## Ascens al tron
Alfons V tenia sis anys quan va succeir al seu pare el 1438. Durant la seva minoria d'edat, Alfons va quedar sota la regència de la seva mare, d'acord amb els últims desitjos del seu pare. A més de dona, la seva mare era estrangera pel que la seva popularitat era molt baixa. L'únic aliat que tenia era Alfons de Portugal, comte de Barcelos, fill il·legítim de Joan I de Portugal. A l'any següent, les Corts van decidir reemplaçar en la regència a la reina per Pere de Portugal, duc de Coïmbra, oncle del jove rei. La política de Pere es va centrar a desenvolupar les grans cases nobles, regnes dins el regne i a concentrar el poder en la persona del rei. El país va prosperar sota el seu govern però no d'una forma pacífica, ja que les seves lleis s'enfrontaven amb les ambicions dels nobles poderosos.
El comte de Barcelos, enemic personal del duc de Coïmbra, va esdevenir l'oncle favorit del rei, cosa que li va permetre augmentar el seu poder. El 1442, el rei va concedir a Alfons el títol de duc de Bragança. Amb aquest títol i les terres que li pertanyien va esdevenir l'home més poderosos de Portugal i un dels més rics d'Europa. Per a assegurar la seva posició com a regent, Pere es va casar el 1445 a la seva filla, Isabel de Coïmbra, amb el rei Alfons V.
Però el 9 de juny de 1448, en arribar el rei a la seva majoria d'edat, Pere de Portugal va haver de lliurar tot el seu poder a Alfons V. El 15 de setembre d'aquell mateix any, Alfons V va anul·lar totes les lleis i edictes que s'havien aprovat durant la regència. La situació es va tornar inestable i, en els anys següents, Alfons va declarar la guerra a Pere i el va derrotar en la batalla d'Alfarrobeira. En la lluita, el seu oncle i alhora sogre va morir.
A partir de llavors, Alfons V va centrar la seva atenció en el nord d'Àfrica. Durant el regnat del seu avi, Joan I de Portugal, es va conquistar Ceuta i ara el rei volia ampliar les seves conquestes. L'exèrcit del rei va conquistar Al-Ksar es-Seghir, el 1458; Tànger, guanyada i perduda diverses vegades entre 1460 i 1464; i Arzila, el 1470. Aquestes conquestes li van proporcionar al rei el sobrenom de l'Africà.
El rei va donar suport a les exploració de l'oceà Atlàntic, liderades per Enric el Navegant però, després de la mort d'aquest el 1460 va deixar de parar esment a aquestes expedicions. Administrativament, Alfons V va ser un rei absent, ja que no va desenvolupar ni les lleis ni el comerç, preferint seguir amb les legislacions dictades pel seu pare i el seu avi.

## El problema castellà

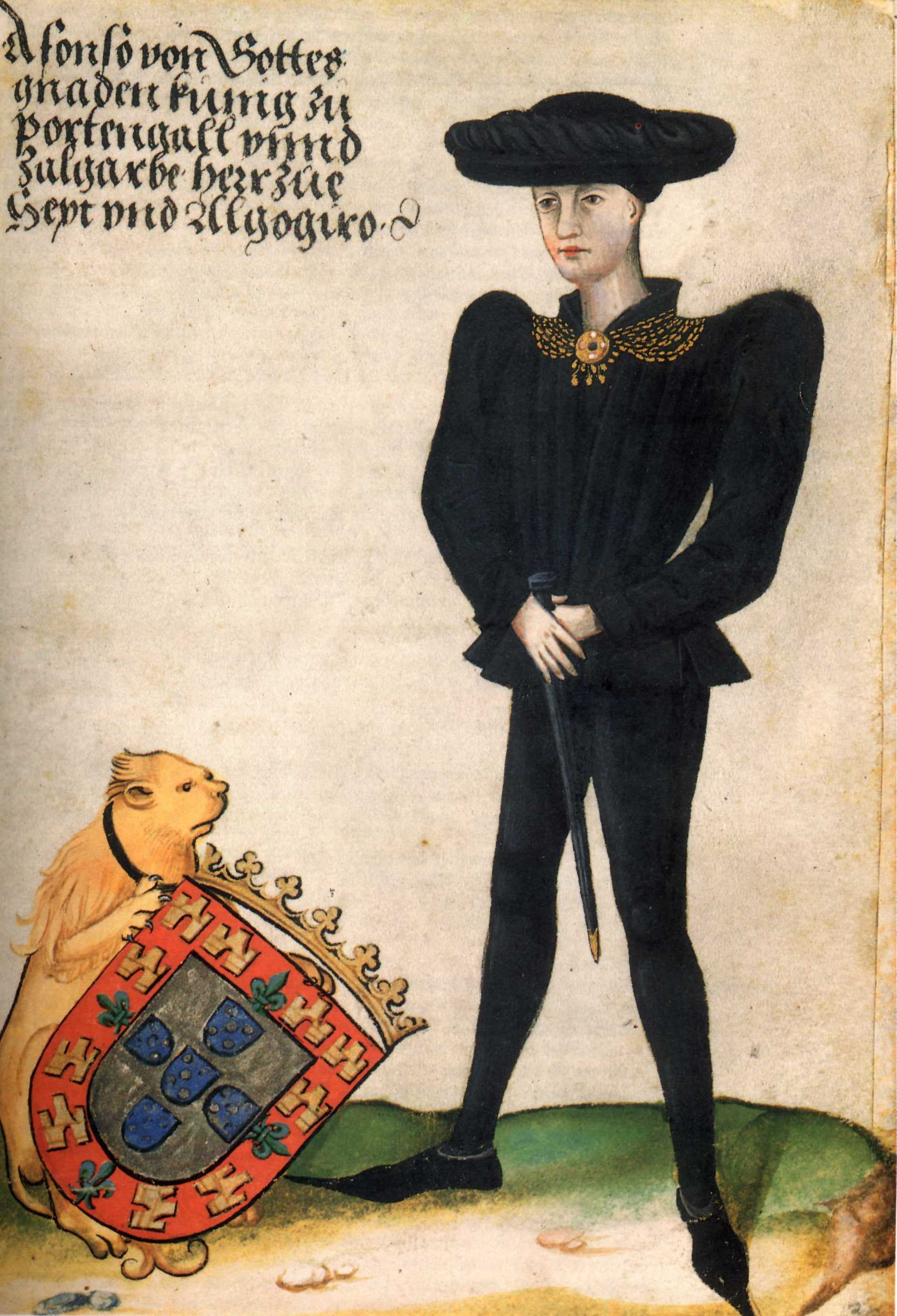
Alfons V de Portugal, en una miniatura del

Quan van finalitzar les campanyes africanes, Alfons V va trobar nous fronts bèl·lics a la península Ibèrica. En la veïna Corona de Castella, s'estava gestant un escàndol polític amb implicacions reials. El rei Enric IV de Castella s'estava morint sense deixar hereus. Dels seus dos matrimonis només havia nascut una filla, Joana la Beltraneja. Però la paternitat del rei s'havia posat en qüestió, ja que es deia que era impotent i que la reina Joana de Portugal havia mantingut una relació amorosa amb un noble, Beltrán de la Cueva.
Enric IV mai la va considerar filla legítima i mentre el seu pare agonitzava ningú la prenia en compte com a hereva al tron. La seva tieta, Isabel la Catòlica, i principal oponent, estava destinada a prendre el poder. Però Alfonso V desitjava interferir en la successió castellana. Així el 1475 es va casar amb la seva neboda Joana la Beltraneja a la qual considerava legítima hereva al tron. Es va proclamar a si mateix rei de Castella i Lleó i es va preparar per a defensar els drets de la seva esposa. Però els anys següents va ser derrotat en la batalla de Toro pel rei Ferran II d'Aragó, espòs d'Isabel.
Es va traslladar a França buscant l'ajuda del rei Lluís XI de França però, decebut pel seu encontre amb el rei francès, va retornar a Portugal el 1477. Desil·lusionat i deprimit, es va sumir en una profunda malenconia i va acabar abdicant en el seu fill Joan II de Portugal. Es va retirar a un monestir a Sintra en el qual va morir el 28 d'agost de 1481 a causa de la pesta negra. La seva mort va ser plorada pel poble que estimava al rei i pels nobles que començaven a témer al seu successor.

## Núpcies i descendents
El 1448 es casà amb Isabel de Coïmbra, filla de Pere de Portugal, duc de Coïmbra, i neta per tant de Joan I de Portugal. D'aquesta unió nasqueren:
- l'infant Joan de Portugal (1451-1455)
- la infanta Joana de Portugal (1452-1490), beatificada el 1693
- l'infant Joan II de Portugal (1455-1495), rei de Portugal

Es casà, en segones núpcies, el 30 de maig de 1475 amb la seva neboda Joana la Beltraneja, filla d'Enric IV de Castella i Joana de Portugal. D'aquesta unió, no legalitzada per la Santa Seu, no hi hagué descendència. El matrimoni es dissolgué el 1479.